# Pränatales Abstammungsgutachten
Ein pränatales Abstammungsgutachten bzw. ein pränataler Vaterschaftstest (lat. prae „vor, vorher“+ natalis „die Geburt betreffend“) ist ein bereits während der Schwangerschaft für das ungeborene Kind erstellte Abstammungsgutachten. 
Die Untersuchung entspricht einem normalen Abstammungsgutachten (DNA-Analyse) und beinhaltet eine DNA-Analyse von Vater und Kind. Der einzige Unterschied ist der Zeitpunkt der Probenentnahme, da es sich beim Kind um den ungeborenen Fetus handelt.

## Probenentnahme und Besonderheiten
Es stehen zwei invasive Methoden zur Probenentnahme zur Verfügung, die beide mit einem erhöhten Fehlgeburtsrisiko verbunden sind.
- Chorionzottenbiopsie (10–12. Schwangerschaftswoche) (Fehlgeburtsrisiko 1 %)
- Fruchtwasserentnahme (ab der 15. Schwangerschaftswoche) (Fehlgeburtsrisiko 0,5 %)

Die Entnahme des Zellmaterials des Feten erfolgt durch den Gynäkologen (Punkteur). Im Normalfall geht die Vaterschaftsdiagnostik mit einer medizinischen Diagnostik (Chromosomenanalyse oder andere molekulargenetische Untersuchungen) einher.
Erstellt werden immer die DNA-Profile von Mutter und Kind, da nicht sichergestellt werden kann, dass durch eine Fruchtwasser- oder Chorionzottenprobe lediglich das Kind typisiert wird. Es kann vorkommen, dass man statt der Probe des Kindes eine DNA-Probe der Mutter vorliegen hat.
Daneben steht seit dem Jahre 2012 auch eine nichtinvasive, da nicht in den Körper des Ungeborenen eingreifende Untersuchung zur Verfügung, die dementsprechend auch mit keinem Fehlgeburtsrisiko verbunden ist. Hierbei wird der Mutter ab der 9. Schwangerschaftswoche Blut abgenommen und die darin enthaltene kindliche DNA vervielfältigt und mit der DNA des mutmaßlichen Vaters verglichen.

## Anwendung
Ein pränataler Vaterschaftstest kann zur Klärung von Vergewaltigungsfällen und Inzestsituationen bereits vor der Geburt beitragen.

## Rechtslage in Deutschland
Eine genetische Untersuchung zur Klärung der Abstammung darf gem. Gendiagnostikgesetz nur dann von Ärzten vorgenommen werden, wenn nach ärztlicher Erkenntnis an der Schwangeren eine rechtswidrige Tat nach §§ 176 bis 178 Strafgesetzbuch (sexueller Missbrauch von Kindern, sexueller Übergriff, sexuelle Nötigung oder Vergewaltigung) begangen worden ist und dringende Gründe für die Annahme sprechen, dass die Schwangerschaft auf der Tat beruht. Ohne Arzt durchgeführte Untersuchungen sind in Deutschland nicht möglich.